# Новоаганське міське поселення
Новоага́нське міське поселення (рос. Новоаганское городское поселение) — міське поселення у складі Нижньовартовського району Ханти-Мансійського автономного округу Тюменської області Росії.
Адміністративний центр — селище міського типу Новоаганськ.
Населення міського поселення становить 10190 осіб (2017; 11027 у 2010, 10329 у 2002).
Станом на 2002 рік існували Новоаганська селищна рада (смт Новоаганськ) та Варйоганська сільська рада (село Варйоган).

## Склад
До складу міського поселення входять:
| Населений пункт                   | Населення, осіб (2002) | Населення, осіб (2010) |
| --------------------------------- | ---------------------- | ---------------------- |
| Варйоган, село                    | 612                    | 684                    |
| Новоаганськ, селище міського типу | 9717                   | 10343                  |